# Brad Delp
Bradley Edward Delp, född 12 juni 1951 i Peabody, Massachusetts, uppväxt i Danvers, Massachusetts, död 9 mars 2007 i Atkinson, New Hampshire, var en amerikansk musiker, främst känd som sångare i bandet Boston.

## Död
Den 9 mars 2007 hittades Delp död i sitt hem i Atkinson i New Hampshire. Delp, som var 55 år gammal, hade låst in sig i sitt badrum och avled av röken från två träkolsgrillar han hade tänt på. Han hittades av sin fästmö Pamela Sullivan, liggande på en kudde på badrumsgolvet med ett avskedsbrev, fastsatt på hans tröja, som löd: "ensam själ". Den officiella dödsorsaken var kolmonoxidförgiftning. Delp var känd som en hänsynsfull person och hade lämnat en varningslapp på husdörren att det fanns kolmonoxid i huset. Samma dag togs Bostons officiella webbplats ner och byttes ut av uttalandet: "Vi har just förlorat den trevligaste personen i rock and roll-världen." Delp lämnade privata lappar till samtliga familjemedlemmar och en lapp till allmänheten: "Mr. Brad Delp. Je suis une âme solitaire" (franska för "Jag är en ensam själ").
En fem timmar lång hyllningskonsert ägde rum 19 augusti 2007 med band som Extreme, Godsmack och Delps andra band från 90-talet, RTZ och hans Beatles-coverband Beatlejuice. Boston som var avslutande huvudakt hade bjudit in samtliga forna bandmedlemmar.

## Diskografi
Album med Boston
- 1976 – Boston
- 1978 – Don't Look Back
- 1986 – Third Stage
- 2002 – Corporate America
- 2013 – Life, Love & Hope

Album med Barry Goudreau
- 1980 – Barry Goudreau

Album med Orion the Hunter
- 1984 – Orion the Hunter

Album med RTZ
- 1991 – Return to Zero
- 1998 – Lost
- 2004 – Lost and Found

Album med Delp and Goudreau
- 2003 – Delp and Goudreau

Album med Mark "Guitar" Miller
- 2008 – Whatcha Gonna Do!